# Władysław Mieszczański
Władysław Mieszczański (ur. 27 maja 1918 w Kadyszu Rządowym w parafii Teolin na Białorusi, zm. 25 marca 2009 w Teolinie na Białorusi) – polski duchowny, zesłaniec w ZSRR w latach 1940–1948.

## Życiorys
Był synem Jana i Serafiny z domu Kowalczuk. Jego rodzice prowadzili gospodarstwo rolne.
Podczas I wojny światowej rodzina Mieszczańskich przeżywała ciężkie próby. Była to utrata dzieci – najstarszego, zaginionego bez wieści, 18-letniego syna i śmierć kolejnych dzieci: Franciszka i Stefanii.
Początkowe wykształcenie odebrał Władysław w szkole powszechnej w rodzinnej miejscowości, a następnie w Teolinie. Naukę kontynuował następnie w Prywatnym Gimnazjum Męskim im. św. Kazimierza w Sejnach.
Jako 12-letni chłopiec został osierocony przez utratę ojca (1930).
Egzamin maturalny zdał 2 czerwca 1937 roku przed Państwową Komisją Egzaminacyjną Okręgu Szkolnego Wileńskiego.
W latach nauki Władysław wyrobił sobie znakomitą opinię, której wyrazem jest następująca ocena ks. Piotra Pardo, dyrektora Gimnazjum w Sejnach:

[...] „młodzieniec wartościowy pod każdym względem. Zdolny, pracowity, systematyczny, szczerze religijny i pobożny. Przez cały czas pobytu w szkole okazywał wyraźne znaki powołania do stanu duchownego. Pogoda i ujmująca łagodność jednały mu przyjaźń kolegów i serdeczną życzliwość wychowawców i profesorów. Już dzisiaj można mu wróżyć, że będzie, jeżeli Bóg pozwoli bardzo dobrym kapłanem” [...]

W 1937 został alumnem Wyższego Seminarium Duchownego w Łomży. W chwili wkroczenia Armii Czerwonej na ziemie polskie 17 września 1939 przebywał w domu rodzinnym we wsi Poczobuty. 3 grudnia tegoż roku przedostał się na teren okupacji niemieckiej i tam planował kontynuowanie nauki w seminarium duchownym. Następnie przebywał w Raczkach gdzie, na plebanii u ks. Jana Sawickiego, razem innymi czterema klerykami, przeżył Boże Narodzenie 1939 roku.
19 stycznia 1940 powrócił do domu rodzinnego i już 28 stycznia tego roku został aresztowany i był więziony w Grodnie, a 5 lipca 1940 skazano go za kilkukrotne nielegalne przekroczenie granicy na 5 lat łagrów (obozów pracy przymusowej). Zesłano go do jenieckiego obozu pracy przymusowej w Republice Komi do budowy linii kolejowej. Pracował przy wyrębie lasu, rozładunku podkładów kolejowych oraz przy kopaniu zmarzniętej ziemi. Panujące tam warunki były niezmiernie surowe, bowiem więźniowie byli odżywiani słabo i wciąż narażeni na wypadki przy pracy i choroby.

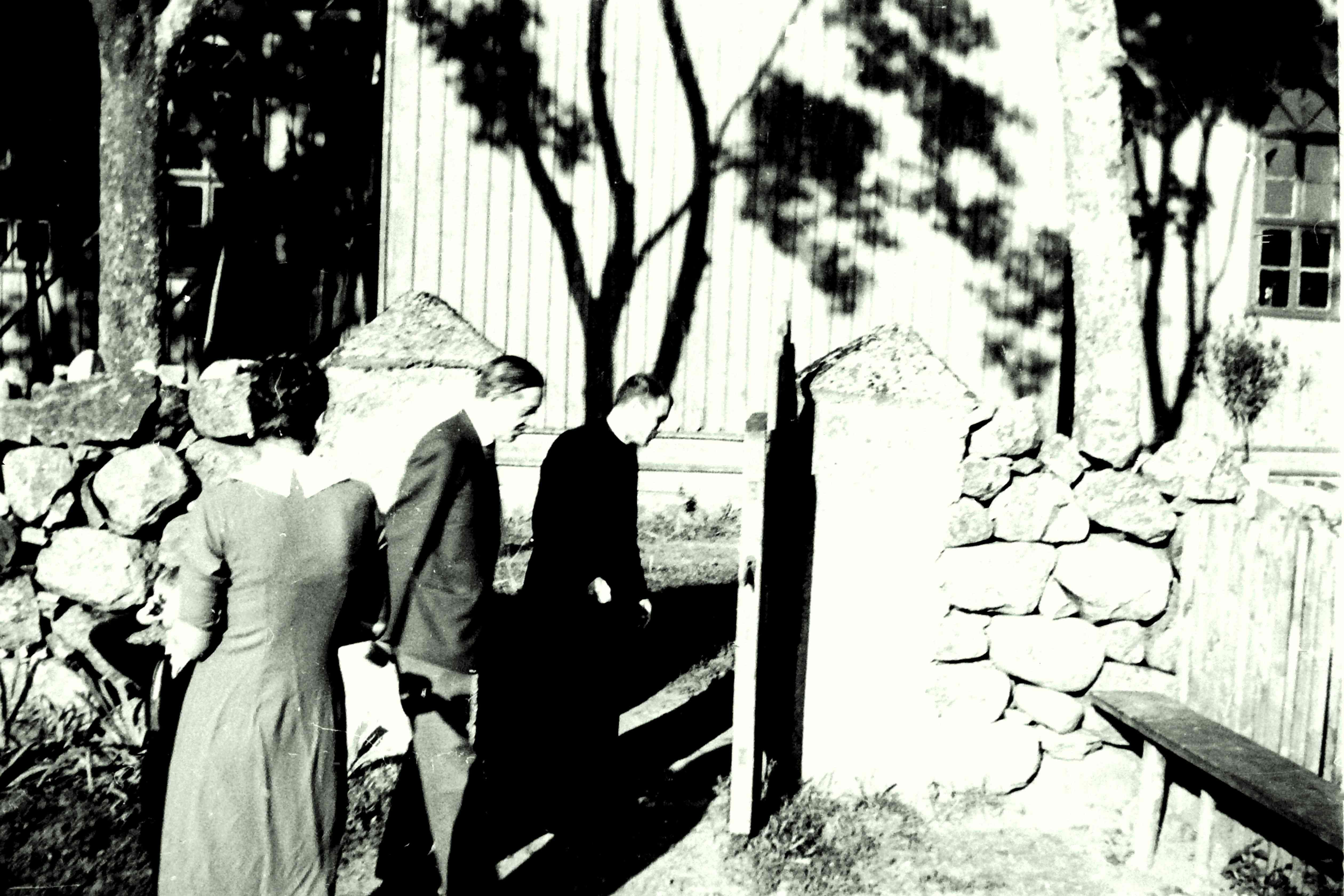
Ks. Proboszcz Władysław Mieszczański wprowadza profesora Stanisława Furmanika na teren kościoła św. Anny, w Smolnikach, lipiec-sierpień 1967

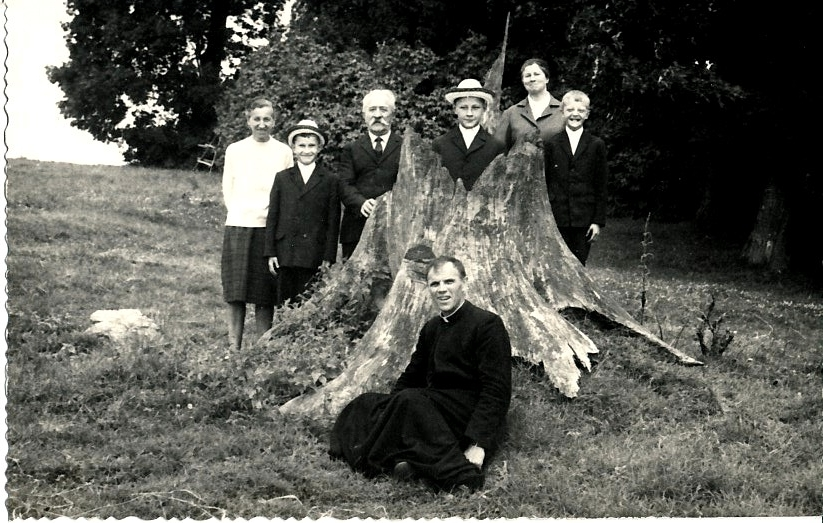
Ks. Władysław (siedzi), zdjęcie pamiątkowe w otoczeniu krewnych, około 1970

19 września 1941 został objęty amnestią dla obywateli polskich. Następnie przez Czelabińsk udał się do Buzułuku, gdzie mieściła się siedziba dowództwa i sztabu oddziałów tworzonych przez gen. Andersa. Ostatecznie został jednak zatrzymany w ZSRS i zmuszony do pracy w kołchozie w Uzbekistanie. Spędził tam półtora roku pracując przy zbieraniu bawełny. Przy tej okazji uczył także polskie dzieci. Przeniesiono go następnie do „robotniczych batalionów” w kopalni węgla w rejonie Leningradu, gdzie, chorując, miesiąc spędził w szpitalu.

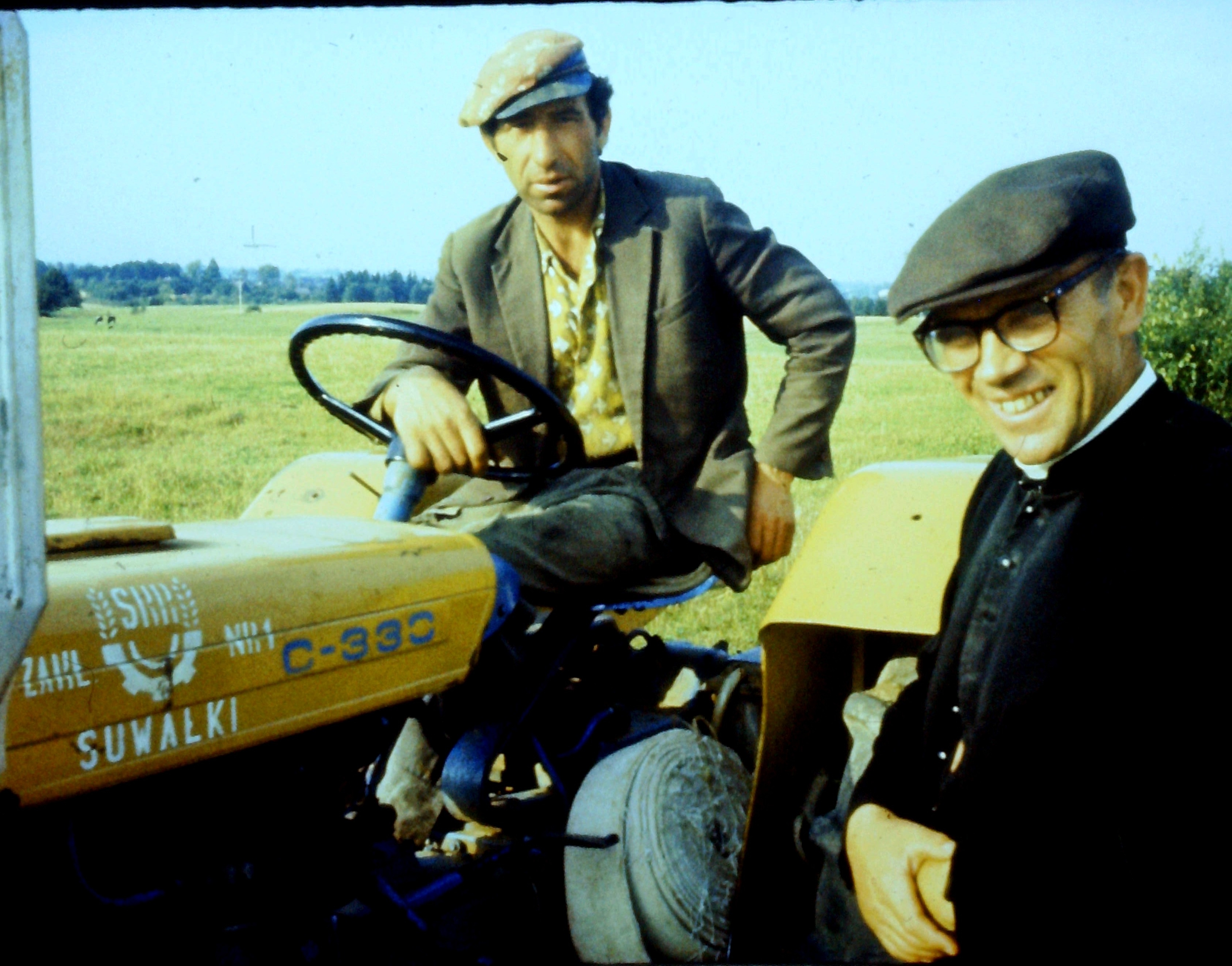
Ks. Władysław, podczas rozmowy z traktorzystą, przy drodze polnej, Żyliny, wrzesień 1976

Wreszcie w styczniu 1945, po upływie pięciu lat pracy w obozach, odzyskał wolność i jeszcze w tym samym miesiącu odbył podróż przez Moskwę i Grodno do rodzinnej miejscowości. Jednak jego ówczesne pragnienie szybkiego powrotu do Seminarium Duchownego w Łomży nie spełniło się, ponieważ już 27 lipca tego roku znów go aresztowano przetrzymując kolejno w pobliskim Kopciowie, Wiejsiejach, Łoździejach, w więzieniu w Mariampolu i w Wilnie. Tym razem skazano go na pracę w obozie w rejonie Archangielska. Dopiero w 1948 powrócił do Polski.
Następnie kontynuował studia w Seminarium Duchownym w Łomży, gdzie spotkał się z serdeczną przychylnością ówczesnego rektora ks. Józefa Perkowskiego (dawnego proboszcza w Teolinie).

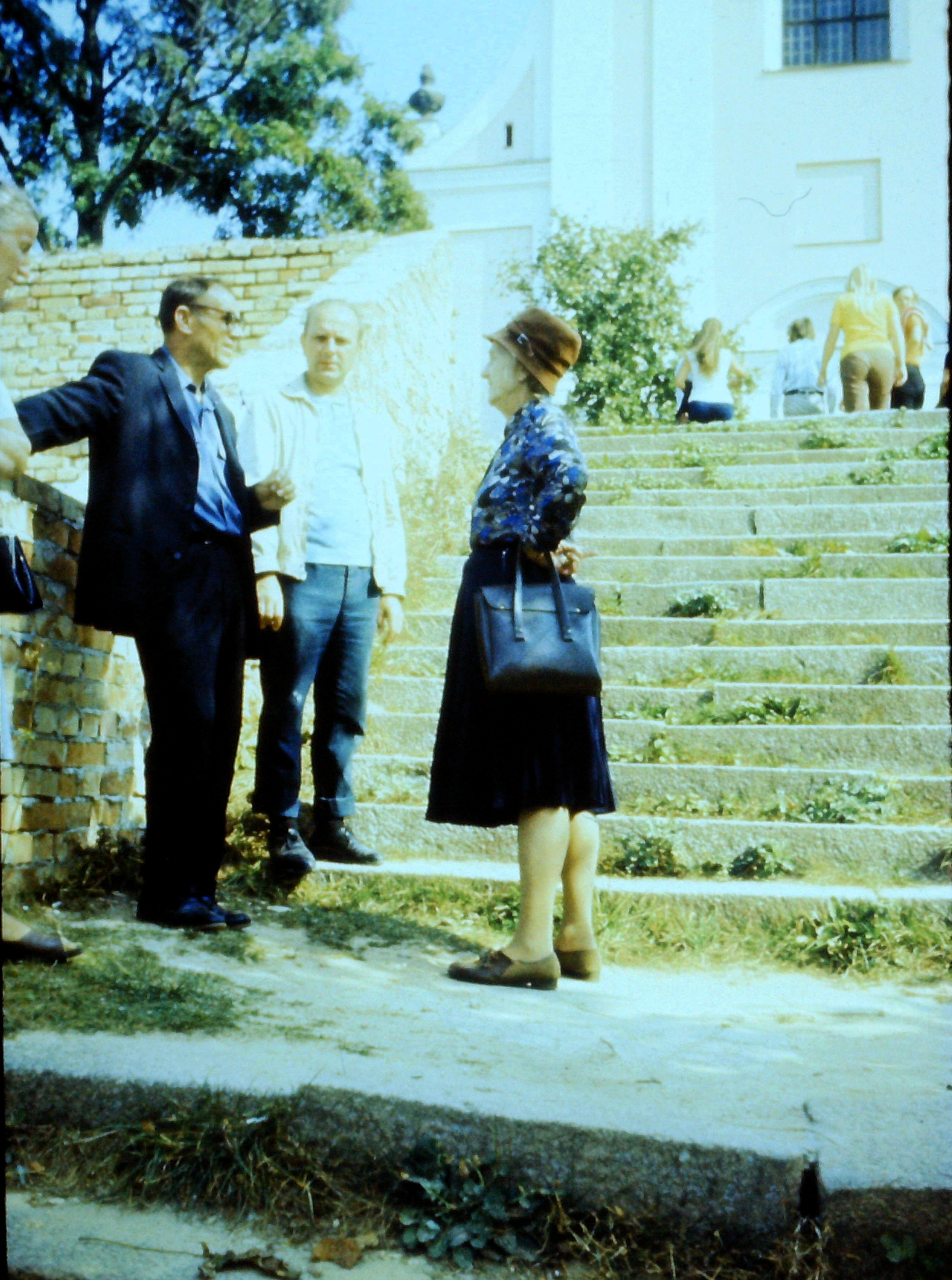
Ks.Władysław Mieszczański, podczas rozmowy przed fasadą kościoła Niepokalanego Poczęcia Najświętszej Maryi Panny, Wigry, wrzesień 1976

10 grudnia 1950 został wyświęcony na kapłana przez Biskupa Łomżyńskiego Czesława Fałkowskiego w katedrze łomżyńskiej. Nikt z rodziny nie mógł jednak przyjechać na święcenia z terytorium ówczesnej sowieckiej Republiki Białorusi, gdzie jego rodzina wówczas zamieszkiwała.
Podobnie bolesnym przeżyciem była wkrótce (1954) śmierć jego matki i jej pogrzeb, w którym nie mógł uczestniczyć wobec braku pozwolenia władz na podróż do rodzinnych stron.
Ks. Mieszczański pełnił posługę wikariusza w parafiach: Kobylin (od 22 grudnia 1950), Wąsosz (od 15 lipca 1952), Rygałówka (od 17 sierpnia 1957), Mikaszówka (od 17 lipca 1959), Wiżajny (od 30 czerwca 1962) i Turośl (od 28 czerwca 1963). 10 sierpnia 1966 został proboszczem w parafii Smolniki, a od 27 czerwca 1970 – proboszczem w parafii Żyliny. Jako proboszcz tej ostatniej parafii, podczas rekolekcji, odwiedzał osobiście na rowerze parafian, którzy nie mogli odbyć spowiedzi. Umieszczał wówczas na rowerze kartkę z napisem: „ruchomy konfesjonał”, przy którym spowiadał parafian. Pełnił ponadto funkcję dekanalnego ojca duchownego w dekanacie – św. Apostołów Piotra i Pawła w Suwałkach (od 4 sierpnia 1987). Na emeryturę przeszedł 1 lipca 1990 i przeniósł się na Białoruś do rodzinnej parafii Teolin. W dalszym ciągu sprawował posługę kapłańską w parafiach dekanatu teolińskiego. W 1992 został zrehabilitowany przez prokuraturę na Białorusi.
7 października 1989 za swą gorliwą posługę kapłańską otrzymał od ówczesnego Biskupa łomżyńskiego tytuł kanonika gremialnego Kapituły Kolegiackiej Sejneńskiej. W akcie nominacji napisano:
 

„W szczególny sposób chciałbym podkreślić gorliwość, sumienność i uczciwość w systematycznej i cichej pracy kapłańskiej z pełnym oddaniem się sprawie Ludu Bożego. Doceniam także Jego optymizm i radość w posługiwaniu duszpasterskim po prawie 40 latach pracy kapłańskiej i przeżyciu ponad 70 lat życia”

Umarł 25 marca 2009 w Teolinie na Białorusi (Parafia Wniebowzięcia Najświętszej Maryi Panny i św. Jozafata Kuncewicza w Sopoćkiniach) i tamże został pochowany na cmentarzu przykościelnym.

## Uzyskane tytuły kościelne
- kanonik gremialny Kapituły Kolegiackiej Sejneńskiej